# Daniel Salmon (homme politique)
Pour les articles homonymes, voir Daniel Salmon et Salmon.
Daniel Salmon, né le 21 octobre 1962, est un homme politique français. Membre d'Europe Écologie Les Verts, il est élu sénateur d'Ille-et-Vilaine en 2020.

## Carrière politique
De 2004 à 2020, Daniel Salmon est conseiller municipal puis adjoint au maire de Saint-Jacques-de-la-Lande, commune de Rennes Métropole.